# Balyktchy
Balyktchy (en kirghize : Балыкчы) ou Balyktchi (en russe : Балыкчи) est une ville de la province d'Ysyk-Köl, au Kirghizistan. Sa population s'élevait à 42 380 habitants en 2009.

## Géographie
Balyktchy est située à l'extrémité occidentale du lac Yssyk Koul, à 135 km au sud-est de Bichkek, la capitale du Kirghizistan, et à 113 km au sud-ouest d'Almaty, au Kazakhstan.

## Histoire
L'origine de Balyktchy remonte au XIXe siècle. À l'époque soviétique, elle portait le nom de Rybatchié (en russe : Рыбачье) et était un port de pêche et un centre industriel pour le traitement de la laine et des produits agricoles, qui reçut le statut de ville en 1954. C'était aussi un carrefour routier et ferroviaire.
La dislocation de l'Union soviétique entraîna la fermeture de la quasi-totalité de ses établissements industriels. La ville fut d'abord rebaptisée Issyk-Koul, prenant le nom du lac, puis reçut son nom actuel de Balyktchy, qui signifie « pêche » en langue kirghize.

## Population
Recensements (*) ou estimations de la population  :
| 1959*  | 1970*  | 1979*  | 1989*  |
| ------ | ------ | ------ | ------ |
| 17 872 | 28 164 | 33 319 | 42 438 |

| 1999*  | 2005   | 2009*  | 2013   |
| ------ | ------ | ------ | ------ |
| 41 342 | 45 102 | 42 380 | 43 900 |

Selon le recensement de la population de 2009, la population (42 875 habitants) se répartissait de la manière suivante, selon l'origine ethnolinguistique:
- Kirghizes — 38 601 habitants (90,0 %)
- Russes — 3 149 habitants (7,3 %)
- Kazakhs — 262 habitants (0,6 %)
- Ouzbeks — 203 habitants (0,5 %)
- Ouïgours — 193 habitants (0,5 %)
- Tatars — 186 habitants (0,4 %)
- autres — 281 habitants (0,7 %)

## Transports

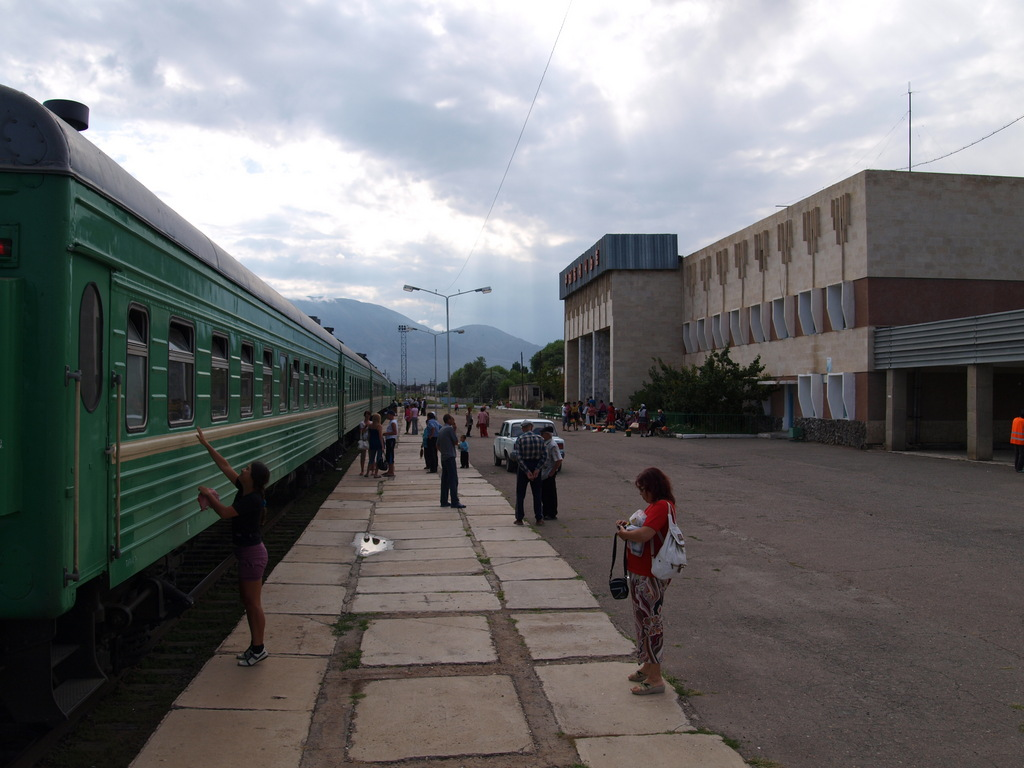
Vue de la gare en 2010

La route principale reliant Bichkek, capitale du Kirghizistan, à la Chine, qui reprend une partie de l'ancienne Route de la soie, passe par Balyktchy avant d'entreprendre la longue et difficile traversée de l'alpage de la province de Naryn, qui s'étend depuis le centre du Kirghizistan jusqu'à la frontière chinoise, à Torougart. Des projets de liaison ferroviaires avec la Chine passant par Balyktchy, terminus actuel de la ligne de Bichkek, sont en discussion.